# ブロウトコヴァ・ヴェリカンカ
ブロウトコヴァ・ヴェリカンカ（Bloudkova velikanka、「ブロウデク大ジャンプ台」の意味）はスロベニア北西部プラニツァに位置するスキージャンプ競技場。レタウニツァ・ブラトウ・ゴリシェクをはじめとするスキージャンプコンプレックスの一部で、現在の競技場は2012年に改築された二代目である。

## ジャンプ台の歴史
1934年、スタンコ・ブロウデクによってK点85mの台が建設され、その名が冠された。1945年に改修が行われ、2001年、老朽化のため閉鎖された。
完成時は世界最大のジャンプ台であり、1936年3月5日、史上初めて100mを超えるジャンプ（101m）がヨーゼフ・ブラドルによって記録された。その後も1950年に西ドイツ、オーベルストドルフのフライングで新記録が出るまではこの台の記録が世界記録であった。
1998年3月22日のスキージャンプ・ワールドカップで日本の葛西紀明が147.5mのバッケンレコードを記録。
2001年に閉鎖されていた競技場を2011年に取り壊し、同じく取り壊されたノルマルナ・ブロウトコヴァ・スカカウニツァの機能を合わせて2012年新たにラージヒル・ノーマルヒル併設の競技場として再オープンした。

## ジャンプ台の概要

### 初代
- ブロウトコヴァ・ヴェリカンカ　K=120・HS=140
  - インラン（助走路）傾斜：36.5°
  - カンテ傾斜：11°
  - ヒルサイズ：140m
  - K点：120m

座標: 北緯46度28分35秒 東経13度43分16秒 / 北緯46.47639度 東経13.72111度
併設ジャンプ台
- レタウニツァ・ブラトウ・ゴリシェク K=200・HS=225
- ムワディンスキ・スカカウニツィ・プラニツァ（スロベニア語版） ミディアムヒル K=72・HS=80 / K=56・HS=62
- K=41・HS=45
- K=28・HS=30
- K=13・HS=15

## バッケンレコード
| 年月日    | 氏名                                | 記録    |
| --------- | ----------------------------------- | ------- |
| 1934      | フランツ・パルメ ユーゴスラビア王国 | 55.0 m  |
| 1934.2.4  | フランツ・パルメ ユーゴスラビア王国 | 60.0 m  |
| 1934      | ペール・ヨンソン ノルウェー         | 78.0 m  |
| 1934      | ビルゲル・ルート ノルウェー         | 78.0 m  |
| 1934      | シグムント・ルート ノルウェー       | 81.0 m  |
| 1934      | シグムント・ルート ノルウェー       | 82.0 m  |
| 1934      | グレゴア・ヘール オーストリア       | 83.0 m  |
| 1934      | シグムント・ルート ノルウェー       | 86.5 m  |
| 1934.3.25 | ビルゲル・ルート ノルウェー         | 92.0 m  |
| 1935      | ライダル・アンデシェン ノルウェー   | 93.0 m  |
| 1935      | スタニスワフ・マルサシュ ポーランド | 95.0 m  |
| 1935      | ライダル・アンデシェン ノルウェー   | 98.0 m  |
| 1935      | ライダル・アンデシェン ノルウェー   | 99.0 m  |
| 1936.3.15 | ヨーゼフ・ブラドル オーストリア     | 101.0 m |
| 1938      | ヨーゼフ・ブラドル オーストリア     | 107.0 m |
| 1941      | ルドルフ・ゲーリング ドイツ国       | 108.0 m |
| 1941      | フランツ・マイアー ドイツ国         | 109.0 m |
| 1941      | ハンス・ラール ドイツ国             | 111.0 m |
| 1941      | パウル・クラウス ドイツ国           | 112.0 m |
| 1941      | ルドルフ・ゲーリング ドイツ国       | 118.0 m |
| 1948      | フリッツ・ツァンネン スイス         | 120.0 m |
| 1957      | ヘルムート・レクナゲル 東ドイツ     | 124.0 m |
| 1960      | ヘルムート・レクナゲル 東ドイツ     | 124.5 m |
| 1960      | ヘルムート・レクナゲル 東ドイツ     | 127.0 m |
| 1966      | イジー・ラシュカ ユーゴスラビア     | 129.0 m |
| 1966      | イジー・ラシュカ ユーゴスラビア     | 130.0 m |
| 1976.3.20 | レンナート・エリメ スウェーデン     | 132.0 m |
| 1981.3.22 | アルミン・コグラー オーストリア     | 134.0 m |
| 1993.3.27 | 葛西紀明 日本                       | 145.5 m |
| 1998.3.22 | 葛西紀明 日本                       | 147.5 m |

## 優勝者一覧
この一覧は1934年ブロウトコヴァ・ヴェリカンカ開場以降の国際大会のトップスリーである。及びに依る。

### 国際大会
| 年月日        | 1位                                     | 2位                                     | 3位                                         | 備考                           |
| ------------- | --------------------------------------- | --------------------------------------- | ------------------------------------------- | ------------------------------ |
| 1934.2.4      | フランツ・パルメ ユーゴスラビア王国     | ボゴ・シュラメル ユーゴスラビア王国     | グレゴール・クランチニク ユーゴスラビア王国 | 開場記念/ユーゴスラビア選手権  |
| 1934.3.25     | ビルゲル・ルート · ノルウェー           | シグムント・ルート · ノルウェー         | グレゴア・ヘール · オーストリア             | 国際ジャンプ大会               |
| 1935.3.14-17  | スタニスワフ・マルサシュ ポーランド     | アントニン・バルトン チェコスロバキア   | マルセル・レイモンド スイス                 | 国際ジャンプ大会               |
| 1936.3.10-15  | ヨーゼフ・ブラドル · オーストリア       | グレゴア・ヘール · オーストリア         | ルドルフ・リーガー · オーストリア           | 国際ジャンプ大会               |
| 1938.3.14-15  | ヨーゼフ・ブラドル · オーストリア       | ハンス・ヴィデマン ドイツ国             | ヴァルター・デレカート · オーストリア       | 国際ジャンプ大会               |
| 1940.3.16-17  | ヨーゼフ・ブラドル ドイツ国             | グスタフ・ベラウアー ドイツ国           | パウル・ヘッケル ドイツ国                   | スキーフライング週間           |
| 1941.2.26-3.1 | ルドルフ・ゲーリング ドイツ国           | パウル・クラウス ドイツ国               | ハンス・ラール ドイツ国                     | スキーフライング週間           |
| 1947.3.17-24  | ルドルフ・フィンジュアー ユーゴスラビア | シャルル・ブルム スイス                 | フリッツ・ツァンネン スイス                 | スキーフライング週間           |
| 1948.3.13-17  | フリッツ・ツァンネン スイス             | ジーン・ツルブリッケン スイス           | シャルル・ブルム スイス                     | スキーフライング週間           |
| 1950.3.14-17  | ヤネヅ・ポルダ ユーゴスラビア           | ルドルフ・フィンジュアー ユーゴスラビア | スヴェーレ・ステネルセン · ノルウェー       | スキーフライング週間           |
| 1954.3.13-14  | オッシ・ラークソネン · フィンランド     | ジャック・アルフレットセン · ノルウェー | ヘモ・シルヴェノイネン · フィンランド       | プラニツァスキーフライング週間 |
| 1957.3.8-10   | ヘルムート・レクナゲル 東ドイツ         | エイノ・キルヨネン · フィンランド       | ペッカ・ティルッコネン · フィンランド       | プラニツァスキーフライング週間 |
| 1960.3.25-27  | ヘルムート・レクナゲル 東ドイツ         | アルネ・ラルセン · ノルウェー           | ライモ・ヴィティカイネン · フィンランド     | プラニツァスキーフライング週間 |
| 1963.3.22-24  | ディーター・ボケロ 東ドイツ             | ディトマー・クレム 東ドイツ             | ヴェイト・キュルト 東ドイツ                 | プラニツァスキーフライング週間 |
| 1966.3.25-27  | イジー・ラシュカ チェコスロバキア       | ミハイル・ヴェルトニコフ ソビエト連邦   | ディーター・ノイエンドルフ 東ドイツ         | プラニツァスキーフライング週間 |
| 1968.3.24     | イジー・ラシュカ チェコスロバキア       | ヨセフ・マトウシュ チェコスロバキア     | ヴィリー・シュスター · オーストリア         | ヤネヅ・ポルダ記念ジャンプ     |
| 1973.3.23-24  | ヴァルター・シュタイナー スイス         | ハインツ・ウォジピヴォ 東ドイツ         | ヨセフ・マトウシュ チェコスロバキア         | ヤネヅ・ポルダ記念ジャンプ     |
| 1975.4.12     | アントン・インナウアー · オーストリア   | ルドルフ・ヴァーナー · オーストリア     | ヤネヅ・ロシュトレク ユーゴスラビア         | コングスベルク・カップ         |
| 1975.4.13     | ヴィリー・プリストル · オーストリア     | ボグダン・ノルチッチ ユーゴスラビア     | ルドルフ・ヴァーナー · オーストリア         | ヤネヅ・ポルダ記念ジャンプ     |
| 1976.3.20     | ハンス・ヴァルナー · オーストリア       | ボグダン・ノルチッチ ユーゴスラビア     | ペーター・ライトナー 東ドイツ               | コングスベルク・カップ         |
| 1976.3.21     | 中止                                    | 中止                                    | 中止                                        | ヤネヅ・ポルダ記念ジャンプ     |
| 1978.3.19     | ペーター・ライトナー 東ドイツ           | ボグダン・ノルチッチ ユーゴスラビア     | マルコ・マラカル ユーゴスラビア             | ヤネヅ・ポルダ記念ジャンプ     |

### スキージャンプ・ワールドカップ
| 年月日     | 1位 | 2位 | 3位 | 備考 |
| ---------- | --- | --- | --- | ---- |
| 1980.3.22  | フーベルト・ノイパー · オーストリア                                                                                | アルミン・コグラー · オーストリア                                                                          | ハンス・ミロニヒ · オーストリア                                                                          |      |
| 1981.3.22  | ダグ・ホルメン＝イェンセン · ノルウェー                                                                            | アルミン・コグラー · オーストリア                                                                          | アルフレット・グロイヤー · オーストリア                                                                  |      |
| 1982.3.28  | オーレ・ブレムセット · ノルウェー                                                                                  | フーベルト・ノイパー · オーストリア                                                                        | マッシモ・リゴーニ イタリア                                                                              |      |
| 1983.3.27  | プリモジュ・ウラガ ユーゴスラビア                                                                                  | ホースト・ビューロー カナダ                                                                                | リヒャルト・シャラート · オーストリア                                                                    |      |
| 1984.3.25  | パベル・プロッツ チェコスロバキア                                                                                  | ヴェガール・オパース · ノルウェー                                                                          | ピオトル・フィヤス ポーランド                                                                            |      |
| 1986.3.23  | エルンスト・フェットーリ · オーストリア                                                                            | アンドレアス・フェルダー · オーストリア                                                                    | マッチ・ニッカネン · フィンランド                                                                        |      |
| 1988.3.27  | プリモジュ・ウラガ ユーゴスラビア                                                                                  | ライコ・ロトリッチ ユーゴスラビア                                                                          | ディディエ・モラール フランス                                                                            |      |
| 1989.3.26  | イェンス・バイスフロク 東ドイツ                                                                                    | ケント・ヨハンセン · ノルウェー                                                                            | アンドレアス・フェルダー · オーストリア                                                                  |      |
| 1990.3.24  | ロベルト・チェコン イタリア                                                                                        | アリ＝ペッカ・ニッコラ · フィンランド                                                                      | イェンス・バイスフロク 東ドイツ                                                                          |      |
| 1990.3.25  | アリ＝ペッカ・ニッコラ · フィンランド                                                                              | ディーター・トーマ 西ドイツ                                                                                | プリモジュ・ウラガ ユーゴスラビア                                                                        |      |
| 1992.3.28  | オーストリア · アンドレアス・フェルダー · マルティン・ヘルバルト · ヴェルナー・ラトマイヤー · ハインツ・クッティン | ドイツ クリストフ・ドゥッフナー アンドレアス・シェーラー ラルフ・ゲブスタット イェンス・バイスフロク       | フィンランド · アリ＝ペッカ・ニッコラ · トニ・ニエミネン · ライモ・ユリプリ · リスト・ラーコネン         |      |
| 1992.3.29  | アンドレアス・フェルダー · オーストリア                                                                            | ハインツ・クッティン · オーストリア                                                                        | トニ・ニエミネン · フィンランド                                                                          |      |
| 1993.3.27  | 日本 原田雅彦 葛西紀明 岡部孝信 安崎直幹                                                                           | ノルウェー · ロアル・ヨケルソイ · ビョルン・ミルバッケン · ヘルゲ・ブレンドリエン · エスペン・ブレーデセン | スロベニア ロベルト・メグリッチ マティアジュ・ズパン ウルバン・フランツ サモ・ゴスティシャ               |      |
| 1993.3.28  | エスペン・ブレーデセン · ノルウェー                                                                                | アンドレアス・ゴルトベルガー · オーストリア                                                                | クリストフ・ドゥッフナー ドイツ                                                                          |      |
| 1993.12.12 | イェンス・バイスフロク ドイツ                                                                                      | アンドレアス・ゴルトベルガー · オーストリア                                                                | エスペン・ブレーデセン · ノルウェー                                                                      |      |
| 1995.12.9  | フィンランド · ヤニ・ソイニネン · ミカ・ライティネン · アリ＝ペッカ・ニッコラ · ヤンネ・アホネン                   | 日本 西方仁也 須田健仁 斎藤浩哉 原田雅彦                                                                   | ノルウェー · エスペン・ブレーデセン · エリック・ハルヴォルセン · ロアル・ヨケルソイ · ラッセ・オッテセン |      |
| 1995.12.10 | ミカ・ライティネン · フィンランド                                                                                  | ロアル・ヨケルソイ · ノルウェー                                                                            | ヤンネ・アホネン · フィンランド                                                                          |      |
| 1998.3.21  | 船木和喜 日本 | プリモジュ・ペテルカ スロベニア                                                                            | 斎藤浩哉 日本                                                                                            |      |
| 1998.3.22  | 葛西紀明 日本 | 斎藤浩哉 日本                                                                                              | マルティン・ヘルバルト · オーストリア                                                                    |      |